# Choung Byoung-gug
Choung Byoung-gug (* 10. Februar 1958 in Gaegun-myeon, Yangpyeong-gun, Gyeonggi-do) ist ein südkoreanischer Politiker (Bareun-Partei), seit dem Jahr 2000 Abgeordneter der Nationalversammlung und war vom 27. Januar bis zum 16. September 2011 Minister für Kultur, Sport und Tourismus in der Regierung Lee Myung-bak.

## Leben

### Frühe Jahre
Choung Byoung-gug besuchte die Gaegun-Grundschule in Yangpyeong, bevor er gegen den Willen seines Vaters an die Jeongdeok-Grundschule in Seoul wechselte, besuchte anschließend die Yongmoon-Mittelschule und schloss 1977 seine Ausbildung an der Sorabol High School ab. Im Jahr 1978 begann er sein Studium am soziologischen Institut der Sungkyunkwan-Universität.
Seit seiner Immatrikulation beteiligte sich Choung in der studentischen Protestbewegung. Nach den Geschehnissen des 18. Mai 1980 wurde Choung verhaftet und vor die Wahl gestellt, entweder inhaftiert zu werden oder den Dienst beim südkoreanischen Militär anzutreten. Er entschied sich für die letztere Option und wurde Soldat bei der südkoreanischen Marineinfanterie. Nach seinem Abschied aus dem Militärdienst setzte Choung sein Studium an der Sungkyunkwan-Universität fort und schloss dieses 1984 ab.
Weiterhin beteiligte sich Choung in der Demokratiebewegung der 1980er Jahre und gründete zu diesem Zweck 1985 einen Verlag, der studentische Organisationen im Seouler Raum mit Anti-Regierungs-Schriften versorgte. Im Juni 1987 wurde er erneut verhaftet und zu 18 Monaten im Gefängnis verurteilt. Die Strafe wurde nach der Demokratisierungs-Erklärung vom 29. Juni 1987 des Präsidentschaftskandidaten und späteren Präsidenten Roh Tae-woo zu Bewährung ausgesetzt.

### Politische Karriere
Während der ersten demokratischen Präsidentschaftswahl arbeitete Choung als Director of Public Affairs in Kim Young-sams Wahlkampfteam, die Kim aber gegen Roh Tae-woo verlor. Anschließend war Choung als Sekretär in Kim Young-sams Demokratischer Wiedervereinigungspartei aktiv und übernahm dieselbe Position, nachdem die Partei 1990 mit Kim Jong-pils Neuer Demokratisch-Republikanischen Partei zur Demokratisch Liberalen Partei fusioniert war. Nach dem Sieg von Kim Young-sam bei der südkoreanischen Präsidentschaftswahl 1992 wurde Choung Mitarbeiter im Büro des Präsidenten im Blauen Haus und fungierte dort von 1993 bis 1998 als Stabschef der First Lady Son Myung-soon.
Während seiner Zeit als Mitarbeiter im Büro des Präsidenten nahm Choung am International Visitor Leadership Program des Außenministeriums der Vereinigten Staaten teil und studierte an der Graduate School of Public Administration der Yonsei University.
Im Jahr 2000 trat Choung bei der Wahl zur 16. Nationalversammlung im Wahlkreis Gapyeong-gun, Yangpyeong-gun der Provinz Gyeonggi-do für die Große Nationalpartei an und erlangte das Direktmandat mit 46,32 % der Stimmen. Bei der Wahl 2004 wurde er wiedergewählt und erlangte im gleichen Jahr seinen Doktor in Politikwissenschaften von der Sungkyunkwan-Universität.
2008 wurde er für eine dritte Amtszeit in die Nationalversammlung gewählt und fungierte dort in der zweiten Hälfte der 18. Legislaturperiode als Vorsitzender des Ausschusses für Kultur, Sport, Tourismus und Medien, er war davor bereits elf Jahre Mitglied dieses Ausschusses gewesen. Ende Dezember 2010 wurde Choung Choung von Präsident Lee Myung-bak zum 45. Minister für Kultur, Sport und Tourismus vorgeschlagen und am 27. Januar 2011 ernannt. Im September 2011 wurde Choung für die im Jahr 2012 anstehenden Parlements- und Präsidentschaftswahlen von Lee Myung-bak im Zuge einer Regierungsumbildung wieder in den normalen Politikdienst versetzt, da zwar ein Mitglied der Nationalversammlung zum Minister ernannt werden darf, ein amtierender Minister aber nicht zum Mitglied der Nationalversammlung kandidieren darf.
Bei der Wahl zur 19. Nationalversammlung (2012) wurde er für eine vierte und bei der Wahl zur 20. Nationalversammlung (2016) für eine fünfte Amtszeit wiedergewählt. Im Juli 2016 gab Choung bekannt, als Parteivorsitzender der Saenuri-Partei kandidieren zu wollen, gab aber seine Kandidatur zu Gunsten von Joo Ho-young im August auf, der wie er zur Non-Park-Faktion gehörte. Im Zuge der Korruptionsaffäre um Präsidentin Park Geun-hye trat Choung zusammen mit 28 anderen Abgeordneten der Nationalversammlung am 27. Dezember 2016 aus der Saenuri-Partei aus.
Anschließend trat Choung der neugegründeten Bareun-Partei bei und wurde am 23. Januar einstimmig zum Parteivorsitzenden gewählt. Choung sah es als seine Aufgabe an, die Partei durch das Amtsenthebungsverfahren Parks zu leiten und trat am 10. März 2017 als Parteivorsitzender zurück, nachdem Park vom Verfassungsgericht vom Amt als Präsidentin Südkoreas enthoben wurde.

## Wahlergebnisse
Die folgende Tabelle gibt eine Übersicht über die Wahlergebnisse von Choung Byoung-gug.
| Jahr | Wahl                             | Wahlkreis                                           | Partei               | Stimmen (%)      | Ergebnis |
| ---- | -------------------------------- | --------------------------------------------------- | -------------------- | ---------------- | -------- |
| 2000 | Wahl zur 16. Nationalversammlung | Gyeonggi-do Gapyeong-gun, Yangpyeong-gun            | Große Nationalpartei | 31.013 (46,32 %) | gewählt  |
| 2004 | Wahl zur 17. Nationalversammlung | Gyeonggi-do Yangpyeong-gun, Gapyeong-gun            | Große Nationalpartei | 39.280 (59,00 %) | gewählt  |
| 2008 | Wahl zur 18. Nationalversammlung | Gyeonggi-do Yangpyeong-gun, Gapyeong-gun            | Große Nationalpartei | 38.393 (65,03 %) | gewählt  |
| 2012 | Wahl zur 19. Nationalversammlung | Gyeonggi-do Yeoju-gun, Yangpyeong-gun, Gapyeong-gun | Saenuri-Partei       | 71.544 (67,46 %) | gewählt  |
| 2016 | Wahl zur 20. Nationalversammlung | Gyeonggi-do Yeoju-si, Yangpyeong-gun                | Saenuri-Partei       | 59.625 (63,51 %) | gewählt  |